# ماتیس برورو
ماتیس برورو (انگلیسی: Matthijs Brouwer؛ زادهٔ ۱ ژوئیهٔ ۱۹۸۰) بازیکن هاکی روی چمن اهل پادشاهی هلند است.